# Eduard van Beinum

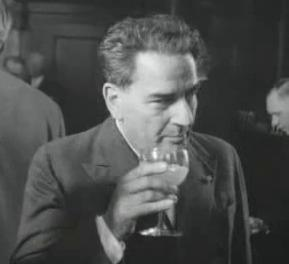
Eduard van Beinum (1956)

Eduard van Beinum (Arnhem, 3 de setembro de 1901 - Amsterdã, 13 de abril de 1959) foi um maestro holandês.

## Biografia
Beinum nasceu em Arnhem numa família de músicos: o seu avô paterno foi o maestro de uma banda militar, seu pai tocou contra-baixo na orquestra sinfônica local, a orquestra de Arnhem, e seu irmão foi um violinista. Ele recebeu as primeiras lições de violino e piano desde cedo e trabalhou na orquestra de Arnhem como violinista em 1918. Ele estudou no conservatório de Amsterdã, onde conduziu muitos concertos amadores e ele também conduziu concertos de coral na igrejã São Nicolau em Amsterdã.
Van Beinum foi o maestro da Sociedade Orquestral de Haarlem de 1927 até 1931 e foi condutor da Orquestra do Concertgebouw em 1929. Ele tornou-se o segundo maestro da Orquestra do Concertgebouw em 1931, sob a supervisão de Willem Mengelberg. Em 1938 ele foi nomeado o principal maestro ao lado de Mengelberg. Após a Segunda Guerra Mundial, Mengelberg foi destituído do cargo e van Beinum foi nomeado o principal maestro. Em 1947 ele associou-se à Filarmônica de Londres, mas deixou a orquestra dois anos depois. Ele fez sua estreia nos Estados Unidos conduzindo em 1954 a Orquestra da Filadélfia e no mesmo ano conduziu a Orquestra do Concergebouw por uma turnê nos Estados Unidos. Em 1956 ele recebeu o título de Grande Oficial da Ordem de Orange Nassau, pelos vinte e cinco anos com a orquestra.[carece de fontes?] Entre 1956 e 1959 ele foi o diretor musical da Filarmônica de Los Angeles.
Van Beinum sofreu um ataque fatal do coração em 13 de Abril de 1959 no pódio do Concertgebouw em um ensaio para a performance da Sinfonia nº1 de Joahnnes Brahms. Ele foi enterrado em Garderen.
Van Beinum foi casado com a violinista Sepha Janses.